# Хайде, Марсия

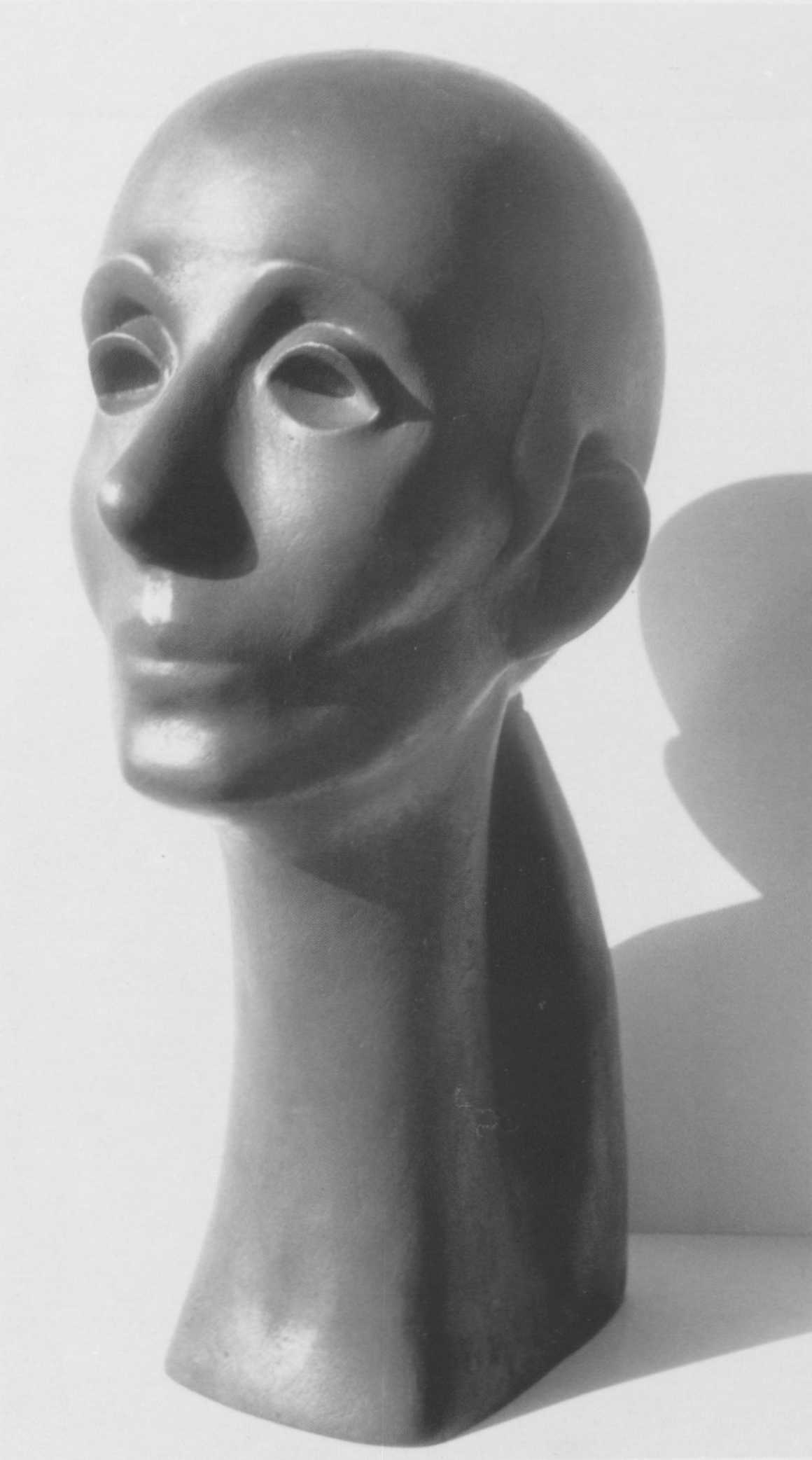
Марсия Хайде. Скульптура Эвы Циппель, 1989

Марсия Хайде (порт.  Márcia Haydée Salaverry Pereira da Silva; род. 18 апреля 1937, Нитерой) — бразильская балерина и хореограф.

## Биография
Родилась в семье врача. В возрасте трёх лет начала заниматься танцами. Балетное образование получила в Лондоне, в Школе королевского балета. С 1953 года танцевала в Городском театре Рио-де-Жанейро, с 1957 — в  Балете маркиза де Куэваса (Монако). С 1961 года работала в Штутгартском балете под руководством Джон Кранко; с 1962 года — прима-балерина этой труппы. Была первой исполнительницей главных женских партий знаковых работ таких балетмейстеров, как Джон Кранко, Кеннет Макмиллан, Джон Ноймайер. Танцевала у Мориса Бежара в его «Балете XX века».
В 1976—1995 годах возглавляла Штутгартский балет. Поставила там балеты «Спящая красавица» (1987) и «Жизель» (1989). В 1992—1996 годах руководила балетной труппой Городского театра «Балет Сантьяго» (Чили). Вновь заняла этот пост в 2003-м.

### Личная жизнь
Была замужем за танцовщиком Ричардом Крэганом. В 1995 году вышла замуж за преподавателя йоги Гюнтера Шёберля.

## Репертуар
Штутгартский балет
- 1962 — Джульетта*, «Ромео и Джульетта» С. Прокофьева, хореограф Джон Кранко (Ромео — Ричард Крэган[англ.])
- 13 июля 1963 — героиня*, «Сёстры[англ.]» на музыку Франка Мартена, хореограф Кеннет Макмиллан
- 13 апреля 1965 — Татьяна*, «Онегин» на музыку Чайковского, хореограф Джон Кранко
- 7 ноября 1965 — солистка*, «Песнь о земле[англ.]» на музыку Малера, хореограф Кеннет Макмиллан
- 16 марта 1969 — Катарина*, «Укрощение строптивой[англ.]» на музыку Доменико Скарлатти, хореограф Джон Кранко
- июль 1975 — «Ночь»*, IV часть балета «Третья симфония Густава Малера», хореограф Джон Ноймайер (партнёры Ричард Крэган и Эгон Мадсен[англ.])[3].
- 28 ноября 1976 — солистка*, «Реквием[англ.]» на музыку Форе, хореограф Кеннет Макмиллан
- 1978 — Маргарита*, «Дама с камелиями» на музыку Шопена, хореограф Джон Ноймайер
- 1983 — Бланш*, «Трамвай „Желание“», хореограф Джон Ноймайер

Балет XX века
- 21 декабря 1981 — «Божественная»*, балет, посвящённый Грете Гарбо, хореограф Морис Бежар (партнёр — Хорхе Донн)
- 14 марта 1982 — «Вена, Вена, город моей мечты», хореограф Морис Бежар
- 28 мая 1983 — «Айседора»**, хореограф Морис Бежар

(*) — первая исполнительница партии.
(**) — первая исполнительница при возобновлении спектакля.

## Сочинения
- Marcia Haydée. John Cranko. Belser, Stuttgart 1973
- Marcia Haydée. Mein Leben für den Tanz. DVA, Stuttgart 1996

## Признание и награды
- Большой крест со звездой Ордена «За заслуги перед Федеративной Республикой Германия» (2009).
- Премия «Приза Лозанны» за пожизненные заслуги (2019).
- Почетный доктор Штутгартского университета.

О балерине сняты документальные фильмы M. for Marcia. Marcia Haydée — die Tanzlegende des 20. Jahrhunderts (2006) и Marcia Haydée — Das Schönste kommt noch! (2007).